# Requiem (strip)
Requiem is een Belgische stripreeks die begonnen is in september 2003. Alle albums zijn geschreven door Benoît Zidrou Drousie, getekend door Matteo en uitgegeven door Dupuis.

## Albums
| Nummer | Titel  |
| ------ | ------ |
| 1      | Kim    |
| 2      | Alicia |